# Sopiko Guramishvili
Sopiko Guramishvili [en georgiano: სოფიკო გურამიშვილი] (Tiflis, 1 de enero de 1991) es una jugadora de ajedrez georgiana, que tiene los títulos de Gran Maestro Femenino desde 2009 y el de Maestro Internacional desde 2012.
En la lista de Elo de la Federación Internacional de Ajedrez (FIDE) de octubre de 2015, tenía un Elo de 2365 puntos, lo que la convertía en la jugadora número 9 (femenina, en activo) de Georgia, el jugador número 40 absoluto del país, y la número 101 del ranking mundial femenino. Su máximo Elo fue de 2441 puntos, en la lista de noviembre de 2013. En 2003 fue subcampeona del mundo Sub-12 femenina y en 2006 se proclamó campeona del mundo Sub-16 femenina. Desde julio de 2015, Sopiko está casada con el Gran Maestro Internacional, Anish Giri.